# Marjan Rauš
Marjan Rauš (Varasd, 1933 – 2009. május 16.) jugoszláv-horvát nemzetközi labdarúgó-játékvezető.

## Pályafutása

### Labdarúgóként
Fiatal korában a Sloboda és a Vartek csapatokban játszott.

### Labdarúgó-játékvezetőként

#### Nemzeti kupamérkőzések
Vezetett Kupa-döntők száma: 2.

##### Jugoszláv Kupa
A Jugoszláv JB elismerve szakmai felkészültségét kettő alkalommal is megbízta a döntő találkozó koordinálásával.
| Időpont         | Helyszín                       | Mérkőzés típusa | Mérkőzés                           | Eredmény | Nézők száma |
| --------------- | ------------------------------ | --------------- | ---------------------------------- | -------- | ----------- |
| 1972. május 17. | JNA Stadion, Belgrád           | döntő           | HNK Hajduk Split–GNK Dinamo Zagreb | 2 : 1    | 15 000      |
| 1976. május 25. | Crvene Zvezde Stadion, Belgrád | döntő           | HNK Hajduk Split–GNK Dinamo Zagreb | 1 : 0    | 60 000      |

#### Nemzetközi játékvezetés
A Jugoszláv Játékvezető Bizottsága (JB) terjesztette fel nemzetközi játékvezetőnek, a Nemzetközi Labdarúgó-szövetség (FIFA) 1971-től tartotta nyilván bírói keretében. Több nemzetek közötti válogatott és klubmérkőzést vezetett, vagy működő társának partbíróként segített. A szerb nemzetközi játékvezetők rangsorában, a világbajnokság-Európa-bajnokság sorrendjében többedmagával a 6. helyet foglalja el 4 találkozó szolgálatával.Az aktív nemzetközi játékvezetéstől 1980-ban a búcsúzott. Válogatott mérkőzéseinek száma: 6.

##### Világbajnokság
1979-ben Japánban rendezték a II., az U20-as labdarúgó-világbajnokságot ahol a FIFA JB játékvezetői szolgálatra vette igénybe.
| Időpont             | Helyszín                | Mérkőzés típusa        | Mérkőzés            | Eredmény | Nézők száma |
| ------------------- | ----------------------- | ---------------------- | ------------------- | -------- | ----------- |
| 1979. augusztus 25. | Olimpiai Stadion, Tokió | selejtező (A. csoport) | Japán–Spanyolország | 1 : 1    | 30 000      |

A világbajnoki döntőhöz vezető úton Németországba a X., az 1974-es labdarúgó-világbajnokságra és Argentínában bonyolította a XI., az 1978-as labdarúgó-világbajnokságra a FIFA JB játékvezetőként alkalmazta.
| Időpont            | Helyszín                    | Mérkőzés típusa                   | Mérkőzés        | Eredmény | Nézők száma |
| ------------------ | --------------------------- | --------------------------------- | --------------- | -------- | ----------- |
| 1973. május 6.     | Qemal Stafa Stadion, Tirana | előselejtező (4. csoport)         | Albánia–Románia | 1 : 4    | 18 049      |
| 1977. november 18. | Központi Stadion, Teherán   | Ázsia(AFC)/Óceánia(OFC) zónadöntő | Irán–Hong Kong  | 3 : 0    |             |

##### Európa-bajnokság
Az európai-labdarúgó torna döntőjéhez vezető úton Jugoszláviába az V., az 1976-os labdarúgó-Európa-bajnokságra és Olaszországba a VI., az 1980-as labdarúgó-Európa-bajnokságra az UEFA JB játékvezetőként foglalkoztatta.
| Időpont              | Helyszín                   | Mérkőzés típusa           | Mérkőzés          | Eredmény | Nézők száma |
| -------------------- | -------------------------- | ------------------------- | ----------------- | -------- | ----------- |
| 1975. június 4.      | Toumbas Stadion, Szaloniki | előselejtező (8. csoport) | Görögország–Málta | 4 : 0    | 16 545      |
| 1978. szeptember 20. | Daknam Stadion, Lokeren    | előselejtező (2. csoport) | Belgium–Norvégia  | 1 : 1    | 5 272       |

##### Ázsia Kupa
Nemzetközi eredményeinek ismeretében az AFC JB felkérte, hogy a tornán játékvezetőként szolgálja a labdarúgást.
| Időpont         | Helyszín                  | Mérkőzés típusa        | Mérkőzés  | Eredmény | Nézők száma |
| --------------- | ------------------------- | ---------------------- | --------- | -------- | ----------- |
| 1976. június 3. | Aryamehr Stadion, Teherán | selejtező (B. csoport) | Irán–Irak | 2 : 0    | 50 000      |

##### Olimpia
Az 1972. évi és az 1980. évi nyári olimpiai játékok labdarúgó tornáinak mérkőzésein a FIFA JB bíróként foglalkoztatta.
| Időpont          | Helyszín                 | Mérkőzés típusa                            | Mérkőzés           | Eredmény | Nézők száma |
| ---------------- | ------------------------ | ------------------------------------------ | ------------------ | -------- | ----------- |
| 1971. május 5.   | Prater Stadion, Bécs     | előselejtező (1. csoport)második találkozó | Ausztria–Luxemburg | 3 : 2    |             |
| 1980. július 20. | Kirov Stadion, Leningrád | selejtező (A. csoport)                     | Kuba–Zambia        | 1 : 0    | 100 000     |

##### Nemzetközi kupamérkőzések

###### Kupagyőztesek Európa-kupája
| Időpont           | Helyszín              | Mérkőzés típusa           | Mérkőzés            | Eredmény |
| ----------------- | --------------------- | ------------------------- | ------------------- | -------- |
| 1977. március 16. | Imtech Arena, Hamburg | negyeddöntő (2. mérkőzés) | Hamburger SV–MTK-VM | 4 – 1    |

## Sikerei, díjai
A Jugoszláv JB szakmai pályafutása alatt hatszor választotta meg a nemzet legjobb játékvezetőjének.

## Magyar vonatkozás
| Időpont            | Helyszín                     | Mérkőzés típusa          | Mérkőzés               | Eredmény | Nézők száma |
| ------------------ | ---------------------------- | ------------------------ | ---------------------- | -------- | ----------- |
| 19741. március 19. | Városi Stadion, Zalaegerszeg | 478. válogatott mérkőzés | Magyarország –Bulgária | 3 – 1    | 20 000      |

## Külső hivatkozások
- Marjan Rauš. World Referee. [2016. március 4-i dátummal az eredetiből archiválva]. (Hozzáférés: 2011. április 7.)
- Marjan Rauš. zerozerofootball.com. (Hozzáférés: 2011. április 7.)
- Marjan Rauš. footballdatabase.eu. (Hozzáférés: 2011. április 7.)
- Marjan Rauš. scoreshelf.com. [2016. február 13-i dátummal az eredetiből archiválva]. (Hozzáférés: 2011. április 7.)
- Marjan Rauš. eu-football.info. (Hozzáférés: 2013. április 18.)

| Elődje: Petar Kostovski | Jugoszláv Kupa döntő 1971–1972 | Utódja: V. Ljujic |

| Elődje: Milos Cajic | Jugoszláv Kupa döntő 1975–1976 | Utódja: Vlado Tauzes |